# Jesse Owens
James Cleveland »Jesse« Owens, ameriški atlet, * 12. september 1913, Oakville, Alabama, ZDA, † 31. marec 1980, Tucson, Arizona, ZDA.
Owens je tekmoval v atletskih disciplinah šprint in skok v daljino. Na Poletnih olimpijskih igrah 1936 v Berlinu je osvojil štiri zlate medalje, v teku na 100 in 200 m, štafeti 4 X 100 m in skoku v daljino. To mu je prineslo status najuspešnejšega tekmovalca teh olimpijskih iger. Še dodatno pa je k njegovi slavi pripomoglo dejstvo, da je Adolf Hitler nameraval olimpijske igre izkoristiti za prikaz moči Nacistične Nemčije in superiornosti arijske rase. Hitler se je prvi dan tekmovanj rokoval le z nemškimi zmagovalci. Zaradi tega je Mednarodni olimpijski komite zahteval naj se rokuje z vsemi, toda Hitler je raje izpustil vse nadaljnje podelitve medalj. Prav tako ga nista počastila niti Franklin D. Roosevelt, tedanji predsednik ZDA, in Harry S. Truman, naslednji predsednik ZDA. To se je zgodilo šele leta 1955, ko ga je tedanji predsednik Dwight D. Eisenhower razglasil za ambasadorja športa.
Leta 2012 je bil sprejet v novoustanovljeni Mednarodni atletski hram slavnih, kot eden izmed prvih štiriindvajsetih atletov.